# María del Socorro Heysen
María del Socorro Heysen Zegarra (Lima, 2 de enero de 1960 - ) es una economista peruana, experta en regulación y supervisión de bancos y entidades microfinancieras.
Es la actual Superintendenta de Banca y Seguros

## Biografía
Hija del dirigente aprista Luis Heysen Incháustegui, quien fue senador y diputado constituyente, y de Angélica Zegarra Russo. Nació en Lima, es hermana del exdiputado y excongresista Luis Heysen Zegarra y del consultor en Tecnologías de la Información y Comunicaciones Jorge Heysen Zegarra.
Estudió economía en la Pontificia Universidad Católica del Perú de Lima, en dónde obtuvo el grado de Bachiller en Economía en 1982. Obtuvo una Maestría en Economía en la Universidad de California en Los Ángeles (UCLA). 
Su carrera profesional la inició en el Banco Central de Reserva (BCR), donde ocupó el cargo de subgerente de Sector Monetario entre los años 1994 y 1997. Luego pasó a la SBS entre los años 1997 y 2002, ocupando el cargo de superintendente adjunta de Bancos.
Entre los años 2004 y 2007, ocupó el cargo de subjefe de la División de Regulación y Supervisión Bancaria del Fondo Monetario Internacional (FMI).
Además fue miembro de los Directorios de la Comisión Nacional Supervisora de Empresas y Valores del Perú (Conasev), ahora Superintendencia del Mercado de Valores (SMV), y de la Asociación de Supervisores Bancarios de las Américas (ASBA).
Asimismo, se ha desempeñado como consultora del Fondo Monetario Internacional y del Banco Mundial en diferentes países, y desde setiembre del 2012 dirigía la división de Estudios Económicos de Financiera Confianza.